# Burgstall Kögerl
Der Burgstall Kögerl ist eine abgegangene Niederungsburg in der Katastralgemeinde Moos von Vorchdorf im Bezirk Gmunden von Oberösterreich.

## Geschichte
Die mittelalterliche Holzburg wurde vermutlich in der zweiten Hälfte des 10. Jahrhunderts erbaut. Zur Zeit ihrer Errichtung lag das Gebiet im Einflussbereich der Adalberonen, d. h. der Grafen von Wels-Lambach. Nach dem Untergang dieser Grafenfamilie wurde deren Besitz dreigeteilt, ein Teil kam zum Stift Lambach, ein zweiter zum Hochstift Würzburg und ein dritter zu den Formbachern bzw. ihren Nachfolgern den steyrischen Otakaren.
Über die Entstehung des Kögerls liegen keine gesicherten Angaben vor. Auch der ursprüngliche Name der Burg ist nicht bekannt. Eine Vermutung ist, dass Kögerl dem Pillung, einem Ministerialen der Otakare und urkundlich zwischen 1170 und 1200 nachgewiesen, gehörte. Dieser ist im 12. Jahrhundert als erster Inhaber der Burg Altpernstein bekannt. In einem Urbar aus dem Stiftsarchiv Kremsmünster, das aber erst im Jahr 1648/49 entstanden ist, wird „vom Heussl und Grundt im Asang, genant das Khögerl, so vor Jahren aussm Ober-Walterhoff in Pettenbacher Pfarr khomben“ gesprochen. Eventuell ist der Grundbesitz zwischen der Alm und der Laudach, zu dem auch Kirchham und das Kögerl gehörten, durch Pillung an die Herrschaft Pernstein gekommen. Da dieser seinen Sitz von Kirchham (von ihm oder von einem seiner Vorfahren ist als Pillung von Kirchham die Rede) nach Pernstein verlegt hat, kann es gut sein, dass das Kögerl deswegen in der zweiten Hälfte des 12. Jahrhunderts verlassen und dann abgekommen ist. Das Kögerl wäre nach dieser Annahme der Vorläufer von Pernstein. Weitere Vermutungen über die Zuordnung und den Untergang Kögerl sind von dem Untergang der Grafen von Wels-Lambach abgeleitet, der Lehnsherr vom Kögerl könnte demnach mit seinem Herrn zugrunde gegangen sein. Da diese Katastrophe aber bereits in der Mitte des 11. Jahrhunderts zu datieren ist, stimmt dies nicht mit den archäologischen Befunden auf Kögerl überein. Eine dritte Hypothese über den Untergang Kögerls bezieht sich auf den Böhmenkönig Ottokar, der zur Sicherung seiner Macht zahlreiche Sitze und Burgen brechen ließ. Allerdings war dies erst 100 Jahre nach den letzten datierbaren Grabungsfunden vom Kögerl, sodass auch dieser Erklärungsversuch ebenso hypothetisch bleiben muss, wie auch die Annahme, dass durch ein unbekanntes lokales Ereignis Kögerl zerstört wurde.

## Archäologischer Befund
Der Burgstall Kögerl liegt an einer Engstelle, welche der Fluss Alm überwinden muss. Es liegt auf einer beherrschenden Stelle an den Ausläufern des Bäckerberges. Der Abfall nach Norden zur Lederau ist ebenso steil wie der nach Osten zur Alm. Das Burgplateau ist in einen zuerst rampenförmig ansteigenden und oben abgeflachten Höhenkamm und eine davor liegende Plateaustufe zweigeteilt, wobei das Vorderplateau durch eine niedrige Böschung von dem höheren Teil abgegrenzt wird. Um die Anlage liegen eine doppelte Graben- und Wallanlage. Ein Teil der Anlage wurde über einer neolithischen Siedlung errichtet, wobei sich die neolithischen Scherben nur im Bereich des vorderen Teiles nachweisen ließen.
Das Kögerl wird als eine einräumige, mehr oder minder rechteckige Holzburg (Wohnturm) beschrieben. Die Ausmaße betragen ca. 5,5 m bis 6,8 m in der Breite und insgesamt 12,2 m in der Länge. Das Kögerl wurde auf der Brandschicht eines Vorgängerbaus errichtet, die sorgfältig planiert und mit einer etwa 60 cm dicken Lehmschicht überdeckt wurde. An einigen Stellen ist unterhalb des Lehmbodens ein einlagiges Pflaster, ausgeführt aus groben, plattenförmigen Steinen, vorhanden. Eine Ofenstelle findet sich nicht, wobei Öfen in damaligen Häusern nicht üblich waren. Da sich keine Pfostenlöcher finden ließen, ist anzunehmen, dass das Haus als Blockbau ohne Wandständer und ohne Steinfundamente ausgeführt wurde. Das Gebäude war in einen höher gelegen und etwa 4,3 m langen Teil und eine tiefer gelegenen 2,5 m langen Teil, der durch eine Holzschranke abgeteilt war, gegliedert. Die unterschiedliche Höhe ist durch die verschieden hohen Lehmschichten über der Brandschicht zustande gekommen. Im erhöhten Teil wurden auch Pfostenlöcher von Rundständern und Stangenlöcher gefunden, deren Funktion unklar ist. Davor befindet sich ein trapezförmiger, etwa 4,2 m langer Vorbau, der den Eingang enthielt und in seinem Inneren drei eingebaute, verschachtelte Wände aufweist.
Die Holzburg wurde durch eine Palisadenanlage geschützt. An der unteren Böschungskante war eine Palisadenanlage, bei welcher der Sohlegraben 80 cm tief lag und 1,7 m breit war. Die obere Weite des Grabens betrug 4,1 m. Entlang des Fußes der Böschung lag eine etwa 3 m breite einschichtige Lage von Steinplatten mit einer Erstreckung über 11 m, die teilweise eine Höhe von 1,5 m erreicht. Dieser Teil der Anlage kann als Stützmauer interpretiert werden.
Gefunden wurden neolithische und mittelalterliche Tonscherben (vermutlich 12. Jahrhundert), zwei vergoldete romanische Schmuck-Durchbruchscheiben (mit jeweils einem zweifüßigen, nach rechts bzw. links schreitenden Greif), der kupferne Scheidenbelag eines Messers und eine zylindrische Bernsteinperle. Die am Kögerl gemachten Funde sind im Museum von Bad Wimsbach-Neydharting zu sehen.

Burgstall Kögerl
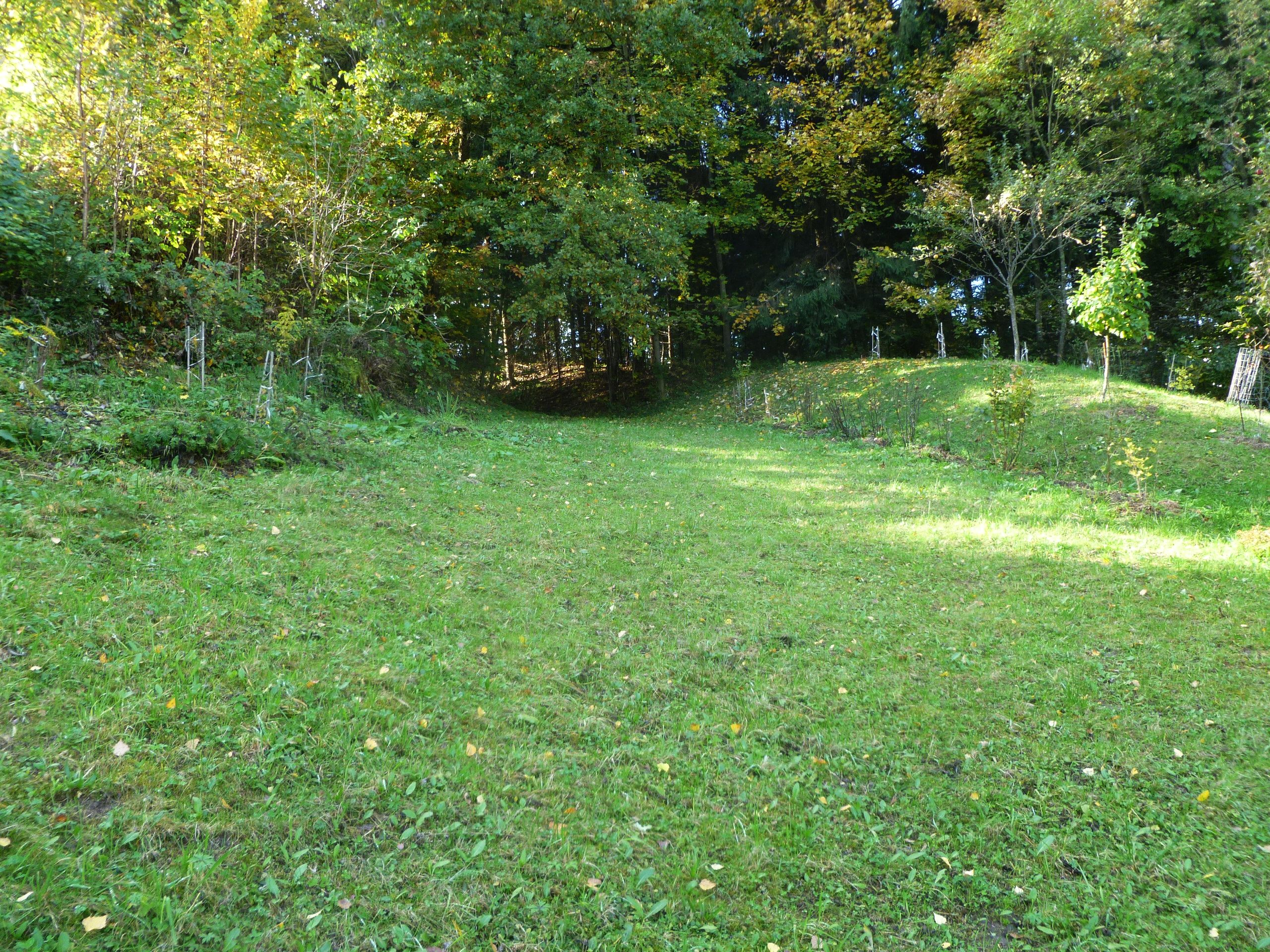
Burgstall Kögerl: Ehemaliger Burggraben
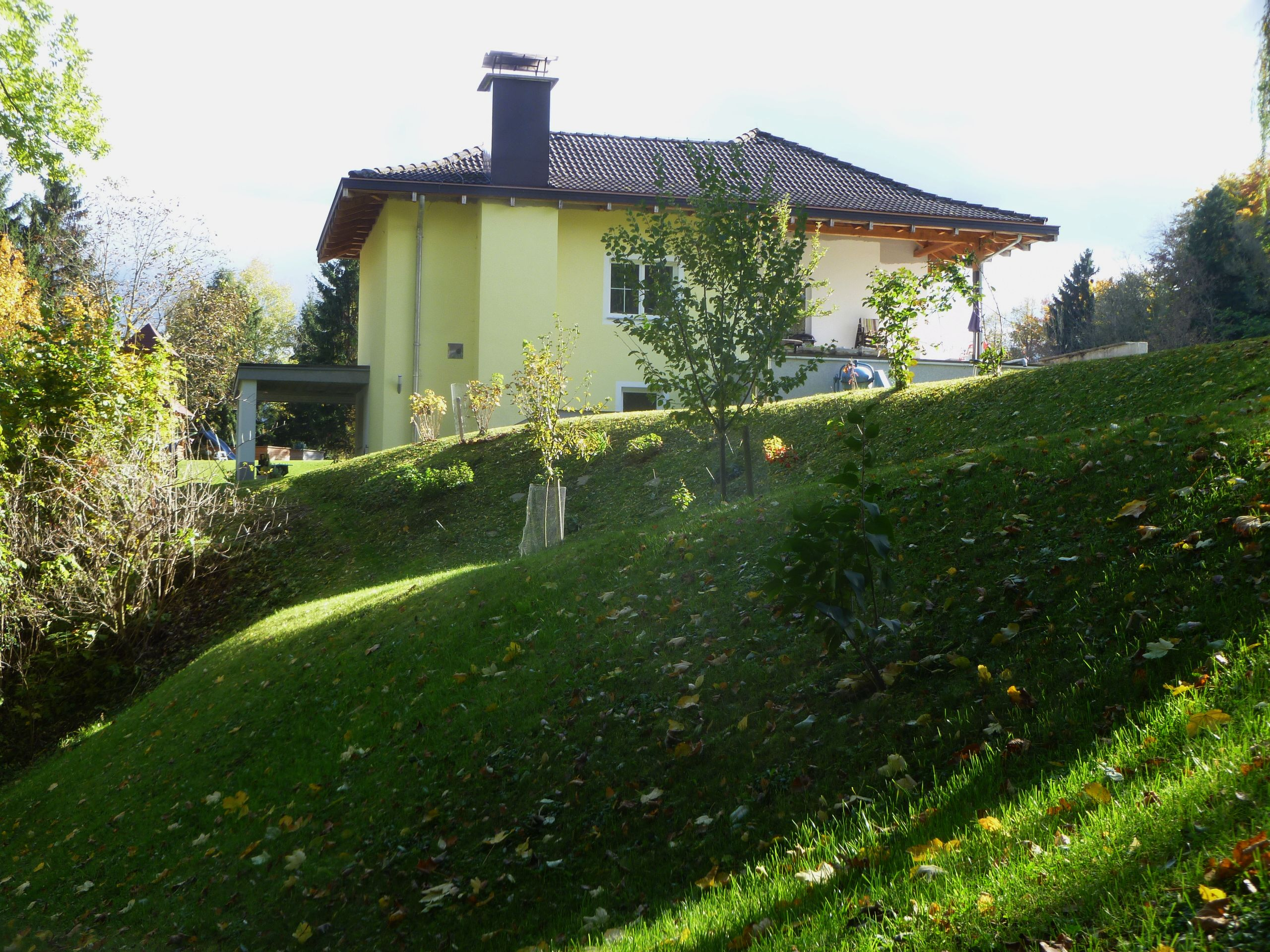
Villa auf dem ehemaligen Burgstall Kögerl

## Burgstall Kögerl heute
Über das Ende der Burg ist nichts bekannt. Die archäologischen Ausgrabungen fanden 1959 und 1960 statt; damals waren der Burghügel und die umgebenden Wallanlagen gut erkennbar und die historischen Baudetails konnten gesichert werden. Beim Bau einer Villa in den 1970er Jahren wurde der Lageplatz des Burgstalles und der umgebenden Wälle teilweise einplaniert und der Burgstall Kögerl weitgehend zerstört. Heute befindet sich auf dem Burgplatz das Haus Moos 50.